# Jevremovac

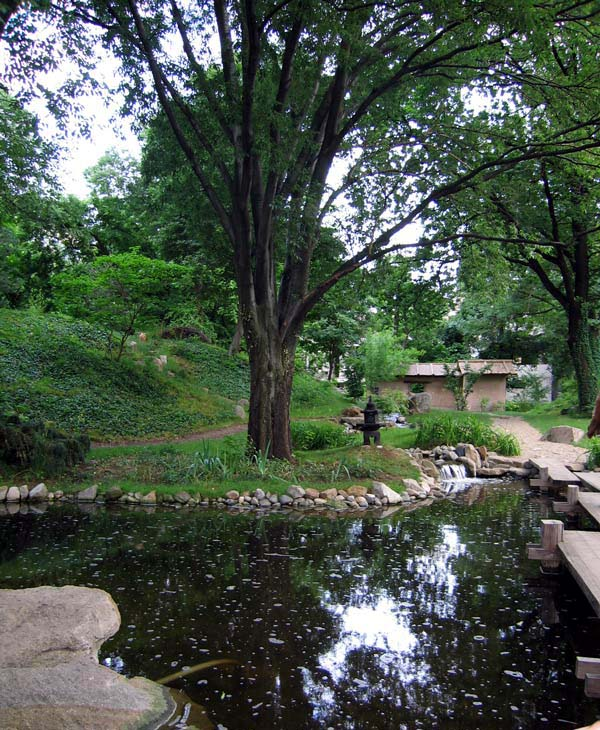
Jardín botánico de Belgrado.

Jevremovac (serbio Cirílico: Јевремовац) es un barrio de Belgrado, la capital de Serbia y de su único arboretum (jardín botánico). Se encuentra ubicado en la municipalidad de Belgrado en Stari Grad y oficialmente es una sección de la Facultad de Biología de la Universidad de Belgrado. 

## Localización
Está situado dentro de la parte más occidental del barrio de Palilula, pero después de que no lo hicieran los cambios de las fronteras administrativas municipales en 1952, 1955 y 1957, ya no formaba parte del municipio de Palilula, sino del Stari Grad. Es limitado por el bulevar de Stefan Lazarević y las calles de "Takovska" y de "Vojvode Dobrnjca".

## Historia
El jardín botánico fue fundado en 1874 por el decreto del ministerio de educación del reino de Serbia, gracias a la iniciativa de Josif Pančić, famoso botánico quién también fue su primer encargado. En 1889, el rey Milan Obrenović donó la finca donde se asienta (heredada de su abuelo Jevrem Obrenović) a la Gran escuela en Belgrado con el propósito de la construcción del jardín botánico, a condición de que se le pusiera de nombre "Jevremovac" (Serbio para: "jardín de Jevrem"), en memoria de su abuelo. Actualmente existe en la misma localización y bajo el mismo nombre y además dio su nombre a la pequeña vecindad circundante. Aparte de su fundador, Josif Pančić, fue muy importante para el desarrollo y el crecimiento de Jevremovac su encargado del periodo (1906-1934), Nedeljko Košanin bajo la supervisión del cual, el jardín botánico vivió su 'edad de oro'. El actual encargado (2006) es Slobodan Jovanović.
Después de la Segunda Guerra Mundial, las nuevas autoridades comunistas surprimieron el uso público de la palabra "Jevremovac", así que era conocido simplemente como "jardín botánico" hasta la década de 1990 en que Jevremovac se usaba comúnmente otra vez. También, el arboretum muy fue descuidado durante décadas y comenzó solamente recientemente su renovación y embellecimiento parciales, pero Jevremovac pronto llegó a ser popular otra vez y actualmente, con 60.000 visitantes al año, es el segundo monumento natural visitado en Serbia, después de la montaña y parque nacional Kopaonik.

## Arboretum
El arboretum se extiende por un área de 50.000 metros cuadrados de espacio abierto y se incluye unas 250 especies de árboles y de arbustos incluyendo las plantas locales, europeas y exóticas. La población total de plantas actualmente incluye cerca de 500 árboles, arbustos y las plantas herbáceas. Además del espacio abierto, el arboretum también incluye:
- Invernadero, construido en 1892, cubre un área de 500 m². En el momento de su construcción, era uno de los invernaderos más grandes y más hermosos de esta parte de Europa. Las numerosas plantas tropicales y subtropicales se cuidan con gran esmero, incluyendo la palma datilera de Canarias, palmito, y cacto peruano. El invernadero está protegido por ley debido a sus valores arquitectónicos.
- Instituto de investigaciones botánicas, con laboratorios, administración y sala de conferencias.
- Herbario que alberga ricas colecciones de plantas de la península balcánica y del resto de Europa, conteniendo alrededor de 120.000 hojas de herbarium y unos 300.000 especímenes secos.
- Biblioteca, es una de las más antiguas y más grandes del área. Aparte de 200 científicos y compartimientos profesionales también acomoda sobre 6.000 libros.

El arboretum está abierto a los visitantes desde el 1 de mayo al 1 de noviembre (09.00 a. m. – 07.00 p. m.).

## Futuro
Se tienen previstos ambiciosos planes para el 2007 según lo anunciado en el diario Politika de 5 de octubre del 2006. Se prevé que unas 500 nuevas especies de plantas serán plantadas en la nueva área de 900 m² (que elevará el número de especies existentes a 2800), además el embellecimiento del jardín entero y terminar la renovación del invernadero. Los números proyectados son 4.000 especies diversas y 100.000 visitantes anualmente.